# Swiss Indoors 2024
Swiss Indoors 2024 — тенісний турнір, що проходив на кортах з твердим покриттям у місті Базель, Швейцарія з 21 до 27 жовтня. Належав до категорії ATP 500.

## Фінальна частина

### Одиночний розряд
Джованні Мпетші Перрікар —  Бен Шелтон 6–4, 7–6(7–4)

### Парний розряд
Джеймі Маррей /  Джон Пірс (тенісист) —  Веслі Колгоф /  Нікола Мектич 6–3, 7–5